# Нечай, Владимир Зиновьевич
Владимир Зиновьевич Нечай (5 мая 1936, Алма-Ата — 30 октября 1996, Снежинск, Челябинская область) — советский и российский учёный в области ядерного зарядостроения, лауреат Ленинской и Государственной премий.

## Биография
Родился 5 мая 1936 года в Алма-Ате, где по направлению работали его родители после окончания института. По отцовской линии происходил из кубанских казаков.
Окончил МИФИ по специальности «теоретическая ядерная физика» (1959).
Работал в НИИ-1011 (ныне — ВНИИТФ): инженер, старший инженер (1962) теоретического отделения, руководитель группы (1965), начальник отдела (1967), первый заместитель директора (1987), в 1988—1996 директор ВНИИТФ.
Участвовал в первом подземном испытании ядерного оружия на Семипалатинском полигоне (1961).
В 1966 г. защитил кандидатскую диссертацию, в 1973 г. — докторскую.
Покончил жизнь самоубийством (застрелился в своем рабочем кабинете) 30 октября 1996 года после поездки в Москву, не добившись погашения долгов по зарплате коллективу ВНИИТФ.

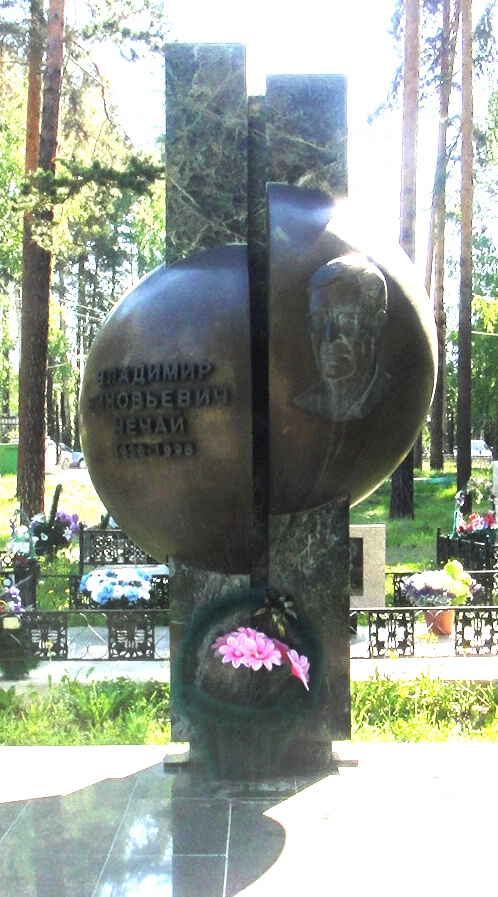
Могила Нечая

Похоронен на Городском кладбище Снежинска.

## Награды и звания
Доктор физико-математических наук (1974), профессор (1987).
Лауреат Ленинской премии (1964) и Государственной премии СССР (1975). Заслуженный деятель науки РФ (1996). Награждён орденом Дружбы народов (1984), медалями Федерации космонавтики им. Челомея (1989) и им. Макеева (1992).

## Память
Его именем названа одна из новых улиц Снежинска.